# Hammamet
Hammamet o La Mahometa, en árabe: الحمامات al-ḥamāmāt y en francés Hammamet) es una ciudad tunecina a orillas del Mediterráneo, ubicada a unos 60 km de Túnez, capital del país.

## Historia
Antes de formarse la actual ciudad, en la zona existía una pequeña aldea anterior al año 1 llamada Pupput. En el siglo II, durante la romanización de África, la aldea se convirtió en un sencillo vicus. Poco más tarde, gracias a los importantes recursos de la tierra, subió de nivel convirtiéndose en una colonia llamada Colonia Aurelia Commoda, en honor al emperador Marco Aurelio Cómodo Antonino.
El nombre árabe de Hammamet es mencionado por primera vez en el siglo XII por el geógrafo Abu Abd Allah Muhammad al-Idrisi.
En el siglo XIII, construyeron una muralla que rodeaba Hammamet para protegerse de las incursiones de los saqueadores, que partían de la costa italiana y española. Durante el siglo XV la ciudad padeció las guerras entre el Imperio Otomano y España por el control del Mediterráneo. La medina de La Mahometa data del siglo XVI.

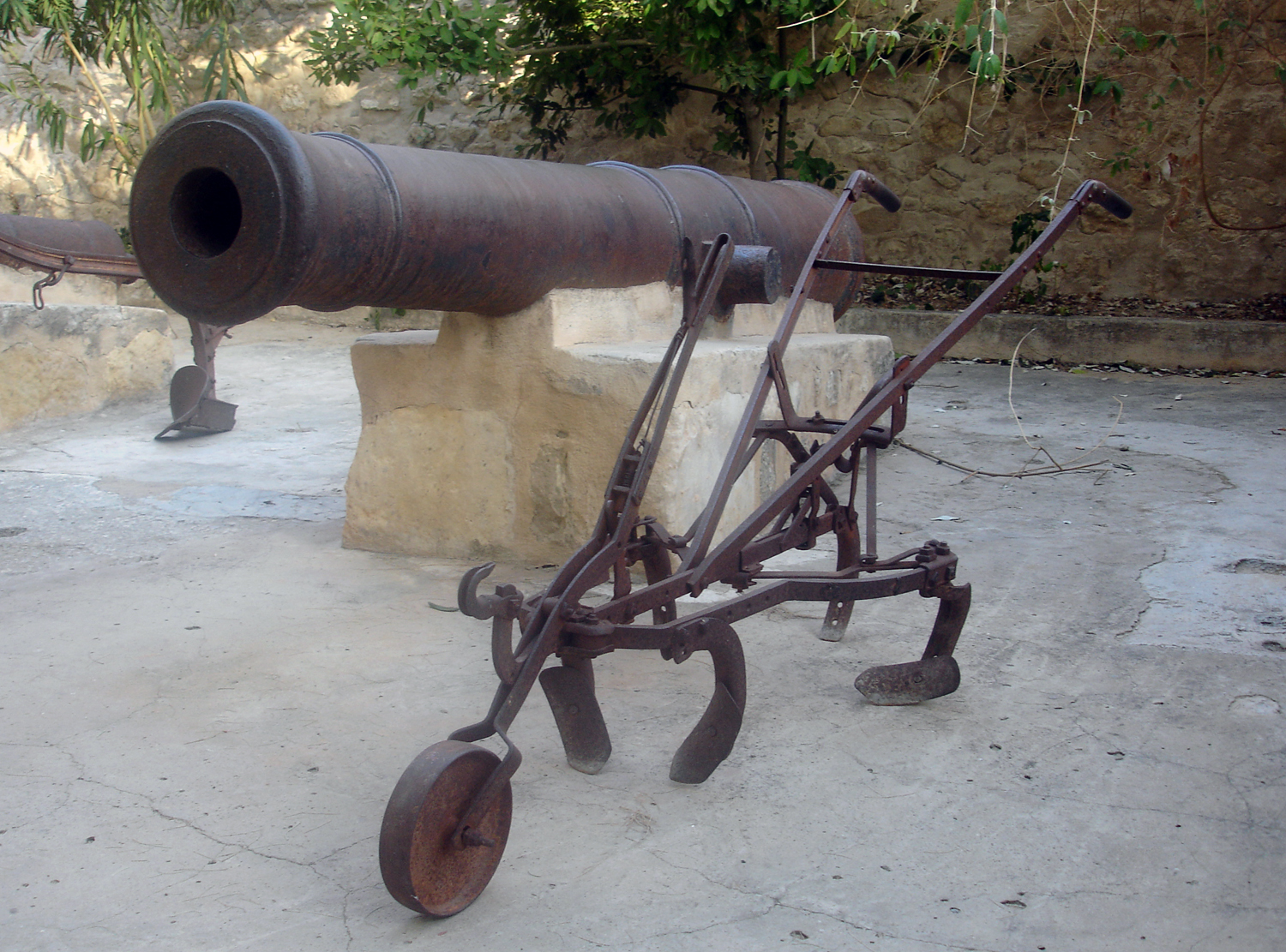
Restos de la batalla en el museo de la Medina de Hammamet

En 1602 la ciudad sufrió un ataque sorpresa y uno de los más demoledores de su historia por parte de los caballeros de la Orden de Malta. La ciudad esperaba la llegada de la escuadra de Murad Rayis. Los caballeros, conscientes de ese dato, lo aprovecharon para lanzar un ataque rápido a la ciudad, partiendo desde Malta con cinco galeras, cinco fragatas y cinco falúas. 
Con tal de no levantar sospechas, enarbolaron las banderas de los gallardetes turcos, emparejaron los trinquetes, se pusieron turbantes en la cabeza y tocaron el tamboril a la turca con tal de que les tomaran por galeotas de Murad Rayis. La estrategia del general español les permitió anclar muy cerca de tierra. 
El pueblo de La Mahometa, en ver el amarre de la escuadra y creyendo que se trataba de las tropas de Murad, abrieron las puertas y salieron de la fortificación para recibirles con honores en la playa, lo que facilitó el posterior saqueo y el aprisionamiento de centenares de autóctonos, así como la destrucción parcial de la ciudad por parte de los caballeros de la Orden de Malta.

(...) Capturamos a todas las mujeres y a los niños, algunos hombres (...); entramos en la ciudad, la saqueamos. Embarcamos setecientas almas. Vienen de improviso más de tres mil moros en su ayuda, tanto a pie como a caballo, por lo que prendimos fuego a la ciudad y embarcamos (...) Después de esto regresamos a Malta, contentos; ahí derroché un poco de lo que había ganado

Actualmente existe un pequeño museo dentro de la fortaleza de la Medina de Hammamet, que recuerda uno de los episodios más trágicos de la ciudad.
Durante la Segunda Guerra Mundial, la Alemania nazi estableció una base militar, a las órdenes del general Erwin Rommel, Generalfeldmarschall del Afrika Korps.

## Cultura

### El jazmín
Hammamet es muy conocida por la gran cantidad de jazmín, presente en todos los recovecos, aparentemente curioso puesto que no resulta ser una especie autóctona. Dicho arbusto fue fruto de la herencia de los tunecinos que volvieron de Al-Ándalus, importando numerosos conocimientos, palpables en la arquitectura del país, así como semillas de jazmín escondidas entre la ropa, puesto que no se permitía exportarlas. Desde hace años, Hammamet está decorada con dichas flores, perfumando las calles y locales de la ciudad. Numerosas tiendas y vendedores ambulantes ofrecen todo tipo de manualidades hechas con la única materia prima que da el popular arbusto.
La influencia del jazmín sobre los ciudadanos de Túnez y, especialmente Hammamet, es tan grande que actualmente la zona meridional de la ciudad se llama Yasmine Hammamet, en honor al arbusto.

## Arquitectura
- Medina de Hammamet
- Medina de Yasmine Hammamet
- Necrópolis de Pupput

## Ciudades hermanadas
- Nevers, Francia (desde 1984)
- Aqaba, Jordania (desde 1981)